# Thomas Wartenberg
Thomas E. Wartenberg (* 1949) ist ein US-amerikanischer Philosoph und Professor der Philosophie.
Wartenberg studierte in Amherst, Stanford, Pittsburgh und Heidelberg. Er wurde 1977 in Pittsburgh bei Wilfrid Sellars zum Thema „Reason and Truth in Kant's Theory of Experience“ promoviert. Seine Arbeit führte Wartenberg unter anderem nach Duke, Harvard und Auckland. Seit 1992 ist er Professor am Mount Holyoke College, wo er von 1984 bis 1991 bereits als Associate Professor tätig war.
Daneben betreibt Wartenberg das Projekt Teaching Children Philosophy, das über Kinderbücher und Besuche in Grundschulen Kindern altersgerecht die Philosophie näherzubringen versucht. Im Weiteren schreibt er Filmkritiken für das Magazin Philosophy Now. Er beschäftigt sich vorwiegend mit der Philosophie des Films und der Ästhetik. Weitere Spezialgebiete sind die Kontinentalphilosophie, Immanuel Kant sowie die deutsche Philosophie des 19. Jahrhunderts.

## Veröffentlichungen (Auszug)
- 1990: The Forms of Power: From Domination to Transformation, ISBN 0-87722-648-2.
- 1992: Rethinking Power, ISBN 0-7914-0881-7.
- 1995: Philosophy and Film, ISBN 0-415-90921-X (mit Cynthia Freeland).
- 1999: Unlikely Couples: Movie Romance as Social Criticism, ISBN 0-8133-3438-1.
- 2008: Existentialism: A Beginner's Guide, ISBN 1-85168-593-6.